# Trichoglossum variabile
Trichoglossum variabile är en svampart som först beskrevs av E.J. Durand, och fick sitt nu gällande namn av John Axel Nannfeldt 1942. Trichoglossum variabile ingår i släktet Trichoglossum och familjen Geoglossaceae.  Arten är reproducerande i Sverige. Inga underarter finns listade i Catalogue of Life.